# 多項式環
数学、殊に抽象代数学における多項式環（たこうしきかん、英語: polynomial ring）は環に係数を持つ一変数または多変数の多項式の全体の集合が成す環である。多項式環はヒルベルトの基底定理や分解体の構成、線型作用素の理解など数学のかなり広い分野に影響をもつ概念である。セール予想のような多くの重要な予想が、他の環の研究に影響をもち群環や形式冪級数環のようなほかの環の定義にさえ影響を及ぼしている。

## 体上の一変数多項式環K[X]

### 定義
体 K に係数を持つ不定元 X に関する多項式とは {\displaystyle p=p_{m}X^{m}+p_{m-1}X^{m-1}+\dotsb +p_{1}X+p_{0}} の形の式のことである。ここで p0, …, pm は K の元で、p の係数といい、X, X2, … は形式的な記号だが X の冪という。このような式には加法と乗法を定義できて、結合法則、交換法則、分配法則といった代数的な式の操作における通常のルールを適用し、同類項を纏めることによって同様の形に持っていくことができる。係数が零であるような項 pk⋅Xk (pk = 0) は省略することができる。X の冪の乗法は馴染みのある {\displaystyle X^{k}\cdot X^{l}=X^{k+l}} に従って定義される。k や l は任意の自然数である。二つの多項式が相等しいとは X の各冪において対応する係数がすべて等しいことと定義される。規約として X1 ≡ X および X0 ≡ 1 と同一視し、多項式 p の定義における和は、記号 Xm, …, X1, X0 の係数 pm, …, p1, p0 に関する線型結合として見ることができる。総和の記号 ∑
 を使えば、同じ多項式は {\displaystyle p=p_{m}X^{m}+p_{m-1}X^{m-1}+\cdots +p_{1}X+p_{0}=\sum _{k=0}^{m}p_{k}X^{k}} と簡潔な形に書くことができる。この総和の範囲はよく省略されて、{\textstyle p=\sum _{k}p_{k}X^{k}} のように書くこともある。注意すべき点として、多項式には項が有限個しかないこと —つまり十分大きな k（ここでは k > m）に関する係数 pk がすべて零であるということ— は、暗黙の了解である。多項式の次数とは X k の係数が零でないような最大の k のことである。特別な場合として、零多項式（係数が全て零）の次数は定義しないか、あるいは負の無限大 −∞ と定義する。
体 K に係数を持つ多項式全体の成す集合は可換環を成し、K[X] で表して、K 上の多項式環 (ring of polynomials over K) と呼ぶ。記号 X は普通「変数」と呼び、もうすこし一般の多変数の多項式環と区別するためにここでの多項式環を K 上一変数の多項式環と呼ぶ。この語法は、重要な場合である実係数あるいは複素係数の多項式を実または複素「多項式函数」と見なすことからの示唆である。しかしながら、一般には不定元 X およびその冪 Xk は形式的な記号として扱われ、体 K の元としては扱われない. 多項式環 K[X] を K に K の外側にあって K の任意の元と可換な新しい元 X を付け加えて得られるものと考えることができる。K[X] が環を成すためには、X の任意の冪を含まなければならず、このことが多項式を X の冪の K に係数を持つ線型結合としての定義に繋がる。
環は加法と乗法のふたつの二項演算を持つ。多項式環 K[X] の場合、それらの演算は {\displaystyle {\Bigl (}\sum _{i=0}^{n}a_{i}X^{i}{\Bigr )}+{\Bigl (}\sum _{i=0}^{n}b_{i}X^{i}{\Bigr )}=\sum _{i=0}^{n}(a_{i}+b_{i})X^{i}} および {\displaystyle {\Bigl (}\sum _{i=0}^{n}a_{i}X^{i}{\Bigr )}\cdot {\Bigl (}\sum _{j=0}^{m}b_{j}X^{j}{\Bigr )}=\sum _{k=0}^{m+n}{\Bigl (}\sum _{i+j=k}a_{i}b_{j}{\Big )}X^{k}} によって明示的に与えられる。上の式は一方の多項式に零を係数とするダミーの項を加えて延長し、両方の多項式に形式的に現れる冪の集合を同じものにする。下の式では右辺の内側の和は 0 ≤ i ≤ m および 0 ≤ j ≤ n の範囲でのみ添字を動かす。和の範囲を明示しない形で加法と乗法の式を書けば、{\displaystyle {\Bigl (}\sum _{i}a_{i}X^{i}{\Bigr )}+{\Bigl (}\sum _{i}b_{i}X^{i}{\Bigr )}=\sum _{i}(a_{i}+b_{i})X^{i},}{\displaystyle {\Bigl (}\sum _{i}a_{i}X^{i}{\Bigr )}\cdot {\Bigl (}\sum _{j}b_{j}X^{j}{\Bigr )}=\sum _{k}{\Bigl (}\sum _{i,j\colon \;i+j=k}a_{i}b_{j}{\Bigr )}X^{k}} のようになる。係数 ai および bj で非零なものは有限個しかないことから、全ての和は実質的に有限個の項しかもたず、それゆえ K[X] の多項式を表現している。
もっと一般に、体 K を任意の可換環 R に取り替えて、可換環 R 上の多項式環 K[X] を考えることができるが後述。

### 環K[X]の性質
体上の多項式環 K[X] は多くの面で整数全体のなす環 Z と非常によく似ている。この類似性と多項式環の算術はガウスによって徹底的に調べられ、ガウスの理論は19世紀後半のクンマー、クロネッカー、デデキントらの手による抽象代数学の発展のモデルとしての役割を果たした。

#### K[X]は整域である
多項式環の第一の性質は基本的で、二つの零でない多項式の積は零ではないというものである。実際、 pm⋅Xm (pm ≠ 0) で始まる次数 m の多項式 p と qn⋅Xn (qn ≠ 0) で始まる次数 n の多項式との積 pq は rXm+n で始まる。ここで係数は r = pm⋅qn ≠ 0 であるから、積 pq は次数 m + n の零でない多項式である。任意の零でない二つの元の積が再び零とならないような可換環は整域であると言われる。すなわち、多項式環 K[X] は整域である。

#### K[X]の因数分解
多項式環の次の性質はもっと深いものである。今日では算術の基本定理と呼ばれる「任意の自然数が素数の積に一意的に分解することができる」という事実は、ユークリッドによって既に知られており、その証明は自然数の最大公約数を導き出すユークリッドの互除法に基づくものであった。互除法のアルゴリズムはいずれの段階においても、自然数の組 (a, b) (a > b) を r を a を b で割ったあまりとして新しい組 (b, r) に取り替え、出てくる数をより小さくする。ガウスはこの剰余つき除算の手続きを多項式に対しても定義できることに気付いていた。与えられたふたつの多項式 p, q (q ≠ 0) に対し {\textstyle p=uq+r} と書くことができる（除法の原理）。ここで商 u と剰余 r は多項式であり、r の次数は q のそれよりも小さい。またこのような性質を持つ分解は一意である。ここでは多項式の次数が整数の除算における整数の大きさの類似の役割を担う。次数は無限に減少することはできないので、最終的には互除法の除算は終了し、最後の零でない剰余が最初のふたつの多項式の最大公約元である。この方法により、ガウスは整数に対する算術の基本定理を厳密に証明すると同時に、それを多項式に対して一般化することに成功した。ユークリッドの互除法の類似が許される可換環はユークリッド環と呼ばれ、それらは素因子への一意的な分解が可能な分解環 (anneau factoriel) あるいは一意分解整域 (unique factorization domain) と呼ばれる環になる。つまり、多項式環 K[X] は分解環であり、ユークリッド整域である。
多項式の剰余付き除算の別の系として、K[X] の任意の零ではない真のイデアル I は単項生成であるという事実がある。つまり I は、I に帰属する任意の多項式の最大公約元である唯一つの非零多項式 f の倍元全体からなる。したがって、多項式環 K[X] は主イデアル整域である。

#### K[X]の剰余環と根体
K 上の多項式環 K[X] は K に唯一つの元 X を添加して得られる。これに対し、K を含む可換環 L が K に唯一つの元を付け加えたものから環として生成されるようなものならば、L は K[X] を用いて書き表すことができる。特に、K の有限次拡大に対して適用できる。
可換環 L が K を含み、L の一つの元 θ が存在して、L が θ によって K 上生成されるとすると、L の任意の元は θ の冪の係数を K に持つ線型結合になっている。したがって、K[X] から L への環準同型 φ で、K の元は動かさず（K 上では恒等写像として作用子）X の冪を θ の同じ冪へ写すようなものが唯一つ存在する。この φ は一般の多項式に対して X の θ への置き換え {\displaystyle \phi (a_{m}X^{m}+a_{m-1}X^{m-1}+\cdots +a_{1}X+a_{0})=a_{m}\theta ^{m}+a_{m-1}\theta ^{m-1}+\cdots +a_{1}\theta +a_{0}} として作用する。仮定により、L の任意の元は適当な m と K の元 a0, …, am を選んで上式の右辺の形に表されるから、φ は全射であり L は K[X] の準同型像となる。もっと形式的に、Ker φ を φ の核とすると、これは K[X] のイデアルであって、第一準同型定理により、L は多項式環 K[X] のイデアル Ker φ による商に同型である。多項式環は主イデアル環であるから、このイデアルも単項生成であって、多項式 p ∈ K[X] で {\textstyle L\simeq K[X]/(p)} となるものが存在する。特に重要な応用は、大きいほうの環 L が体の場合である。このとき多項式 p は既約多項式でなければならない。反対に、原始元定理によれば体の任意の有限次分離拡大 L/K は単一の元 θ ∈ L によって生成することができ、上述の理論により体 L は多項式環 K[X] の既約多項式 p の生成する単項イデアルによる商として具体的な記述が与えられる。実例として、複素数体 C は実数体 R に i2 + 1 = 0 を満たす i を唯一つ付け加えて得られる。それに応じ、多項式 X2 + 1 は R 上既約であって {\textstyle \mathbb {C} \simeq \mathbb {R} [X]/(X^{2}+1)} という同型が成立する。

## 多変数多項式環

### 環上の多変数多項式
体 K に係数を持つ n-変数 X1, …, Xn に関する多項式は一変数の多項式と同様にして定義される（特に n = 1 のときは一変数多項式に他ならない）が、この概念は少々ややこしい。任意の多重添字 α ≔ (α1, …, αn) で各 αi が非負整数とするとき {\displaystyle X^{\alpha }=\prod _{i=1}^{n}X_{i}^{\alpha _{i}}=X_{1}^{\alpha _{1}}\cdots X_{n}^{\alpha _{n}}\quad (p_{\alpha }=p_{\alpha _{1}\ldots \alpha _{n}}\in \mathbb {K} )} と置く。積 Xα を多重次数 α の単項式と呼ぶ。（多変数の）多項式は K に係数を持つ単項式の線型結合 {\textstyle p=\sum _{\alpha }p_{\alpha }X^{\alpha }} で、有限個の係数 pα だけが零でないようなものをいう。 単項式 Xα の（全）次数 (degree) はしばしば |α|で表され、{\textstyle |\alpha |=\sum _{i=1}^{n}\alpha _{i}} と定義される。多項式 p の次数は p の式に現れる係数が零でない単項式の最大次数で与えられる。
これらのことは、係数体 K を任意の可換環 R に取り換えても構わない。可換環 R に係数を持つ n-変数多項式の全体 R[X1, …, Xn] は可換環を成し、n-変数多項式環と呼ぶ（X ≔ (X1, …, Xn) として、R[X] と書くこともある）。変数の個数 n を特に固定しない場合は多変数多項式環と総称され、対照的に n-変数多項式環のことを階数（自由階数） n の（多変数）多項式環とも呼ぶ。多変数多項式環は一変数多項式環を作る構成を R[X1, …, Xn−1][Xn] と帰納的に繰り返すことによって得ることもできる。例えば K[X, Y] ≅ K[X][Y] (≅ K[Y][X]) は自然同型である。

### 多項式環の普遍性
環上の多変数多項式環は、「もっとも一般」の有限生成可換多元環である。すなわち以下の普遍性が成り立つ:
普遍性
可換環 R 上の可換 R 多元環 φ : R → A とその元 x1, …, xn ∈ A に対して、多項式環 R[X1, …, Xn] から A への環準同型  で |R = φ と (Xi) = xi (i = 1, …, n) を満たすものがただ一つ存在する。
したがって特に、環 R 上の多元環 A が R 上有限生成ならば、A は R 上適当な階数の多項式環の準同型像である。この意味において、多項式環は（与えられた集合を不定元の集合とする）自由可換多元環（可換多元環の圏における自由対象）を与える。特に（R = Z を有理整数環とするとき、任意の環は Z-多元環と見なせるから）、整係数多項式環 Z[X1, …, Xn] は自由可換環である。

### 代数幾何学において
体上の多変数多項式環は代数幾何学において基本的な役割を演じる。可換環論やホモロジー代数の多くの結果が、多項式環のイデアルや多項式環上の加群の研究に端を発している。
ダフィット・ヒルベルトに端を発する多項式環 K[X1, …, Xn] のイデアルと Kn の代数的集合 との間の関係に関する基本的な結果のいくつかは零点定理（ドイツ語: Nullstellensatz）と呼ばれる。
- （弱形：係数が代数閉体の場合）K を代数的閉体とすると K[X1, …, Xn] の任意の極大イデアル m は {\displaystyle m=(X_{1}-a_{1},\dotsc ,X_{n}-a_{n}),\quad (a=(a_{1},\ldots ,a_{n})\in \mathbb {K} ^{n})} の形に書ける。
- （強形）k は体でその代数閉包を K とし、I を多項式環 k[X1, …, Xn] のイデアル、V(I) を I によって定義される Kn の代数的集合とする。f を V(I) 上の任意の点で消えている多項式とすると、f のある冪がイデアル I に属す: {\textstyle f^{m}\in I,\quad (\exists m\in \mathbb {N} ).}

イデアルの根基の概念を用いれば、この結論は f が I の根基に属するということである。この形の零点定理の系として、代数閉体 K に対して K[X1, …, Xn] のイデアルの根基と n-次元アフィン空間 Kn の代数的集合との間に一対一対応が存在する。この対応は写像 {\displaystyle I\mapsto V(I)\quad (I\subset K[X_{1},\ldots ,X_{n}],\quad V(I)\subset K^{n})} によって得られる。
多項式環の素イデアルが Kn の既約部分多様体に対応する。

## 環の拡大R⊂R[X]の性質
可換環論における基本的な手法の一つは、環の性質をその部分環の性質に関連付けることである。R ⊂ S なる記法で環 R が環 S の部分環であることを示唆することにする。この場合 S は R の拡大環や上にある環 (overring) などとよび、また環の拡大という。これは多項式環に対しては特によく働き、多変数の多項式環 K[X1, …, Xn] に対する多くの重要な性質の証明に、n に関する帰納法を用いることが可能になる。

### 結果の要約
以下の性質に関して、R は可換環で S ≔ R[X1, …, Xn] は R 上の n-変数多項式環とする。環の拡大 R ⊂ S は順番に X1, …, Xn を添加していくことにより R から n-段階で得られる。ゆえに以下の性質のどれも、証明は n = 1 の場合のみを考えれば十分である。
- R が整域ならば S もそうである。
- R が一意分解環ならば S もそうである。このことの証明は（多項式に関する）ガウスの補題による。
- ヒルベルトの基底定理: R がネーター環ならば S もそうである。
- R が大域次元有限なネーター環ならば {\displaystyle \operatorname {gl} .\dim R[X_{1},\dotsc ,X_{n}]=\operatorname {gl} .\dim R+n} である。クルル次元に対して類似の結果がある。

## 一般化
多項式環の一般化には実にさまざまな方法がある。たとえば、冪指数を一般化した多項式環、冪級数環、非可換多項式環、歪多項式環などである。

### 冪指数の一般化
簡単な一般化は、変数の肩に乗せる冪指数を取り出す集合を変えるだけで得られる。加法と乗法の公式は冪指数の加法 Xi⋅Xj = Xi+j が可能である限り意味を成す。この加法が意味を持つ（演算が閉じていて、結合的である）ような集合は加法的モノイドと呼ばれる。モノイド N から環 R への写像で、有限台をもつ（非零値であるような点が有限個である）もの全体の成す集合は環の構造を持つ。これを R[N] と表して、モノイド N の R に係数を持つモノイド環と呼ばれる。この環の加法は成分ごとの和で定義される。つまり c = a + b ならば各 n ∈ N に対し cn = an + bn を満たす。乗法はコーシー積として定義される。つまり c = a⋅b ならば各 n ∈ N に対し cn は、和が n であるような N の元の組 i, j 全てにわたる ai⋅bj の和である。
N が可換モノイドならば、R[N] における写像 a は形式和 {\textstyle \sum _{n\in N}a_{n}X^{n}} によって簡便に表すことができ、加法と乗法の定義式は見知った形の {\displaystyle {\Bigl (}\sum _{n\in N}a_{n}X^{n}{\Bigr )}+{\Bigl (}\sum _{n\in N}b_{n}X^{n}{\Bigr )}=\sum _{n\in N}(a_{n}+b_{n})X^{n},}{\displaystyle {\Bigl (}\sum _{n\in N}a_{n}X^{n}{\Bigr )}\cdot {\Bigl (}\sum _{n\in N}b_{n}X^{n}{\Bigr )}=\sum _{n\in N}{\Bigl (}\sum _{i+j=n}a_{i}b_{j}{\Bigr )}X^{n}} に書くことができる。最後の和は、和が n であるような N の元の組 (i, j) の全てをわたるってとる。
Lang (2002) などではこのモノイドによる定義を出発点にとる。通常の一変数多項式環は N が非負整数全体が作るモノイド N であるような特別の場合である。多変数の多項式環は N として単に非負整数全体の成すモノイドのいくつかのコピーたちの直積モノイド Nn をとる。 
環や群のいくつかの興味深い例が、N として非負有理数の成す可換モノイドをとることにより構成される。

### 冪級数
非零の項を無限個含むことも許すという別の方向で冪指数を一般化することにより、冪級数が定義される。ここではコーシー積における和が有限和であることを保証するために、冪指数に用いるモノイド N に対していくつかの仮定を課す必要がある。あるいは環のほうに位相を導入して、無限和を収束するものだけに限ることもできる。N として標準的な非負整数全体を選ぶならば問題は何もなく、形式冪級数環を N から環 R への写像全体として定義することができ、和は成分ごと、積はコーシー積で入れることができる。形式冪級数環は多項式環の完備化と見ることができる。

### 非可換多項式環
多変数の多項式環に対して、積 XY と YX は単純に等しいものと定義される。多項式環のもう少し一般の概念は、これらの形式的な積を別なものとして区別して扱うことによって得られる。形式的には、環 R に係数を持つ n 個の非可換な変数に関する多項式環はモノイド環 R[N] で、モノイド N が n 個の文字に関する自由モノイド（n 個の記号をアルファベットとする文字列全体が文字列の結合を積として成すモノイド）の場合である。係数も変数もそれぞれそれらの間で可換性を持つ必要はないが、係数と変数との間では可換でなければならない。
可換環 R に係数を持つ n-変数多項式環は、階数 n の自由可換 R-多元環であった（上述）ことにちょうど応じるように、可換環 R 上の n-変数非可換多項式環は n 個の元からなる生成系を持つ自由単位的 R-結合多元環であり、n > 1 ならばこれは非可換である。

### 微分多項式環・歪多項式環
多項式環の別の一般化として、微分多項式環と歪多項式環がある。
微分多項式環 (differential polynomial ring) は環 R と R 上の導分 δ から形成され、その乗法は関係 Xa = aX + δ(a) を拡張して得られる。標準的な例はワイル代数と呼ばれる環で、R として多項式環 k[t], 変数 X として標準的な多項式微分 ∂/∂t をとる。このとき R[X] の元を多項式環 k[t] に作用する微分作用素と見ることができる。ここで R = k[t] の元 f(t) は掛け算作用素として作用し、X は t に関する微分として作用する。t = Y とラベル付けすれば、正準交換関係 XY − YX = 1 を得て、この環を明示的にワイル代数とすることができる。これは基本的で重要な環である。
歪多項式環 (skew-polynomial ring) は環 R と R 上の自己準同型 f に対して定義される。その乗法は関係 Xr = f(r)X を拡張して与えられ、通常の加法に対して分配的な結合的乗法である。もっと一般に、モノイド N から R の自己準同型環への準同型 F で Xn⋅r = F(n)(r)Xn となるようなものを考えることができる 。歪多項式環は接合積多元環と近い関係にある。

## 注